# یاس تاهیتی
یاس تاهیتی (نام علمی: 'Gardenia taitensis') نام یکی از گونه‌های گیاهان گلدار است.
یاس تاهیتی گل ملی کشورهای جزایر کوک و پلی‌نزی فرانسه از کشورهای قاره استرالیا است.

## تلفظ در کشورهای مختلف
- Tiare mā'ohi, Tiaré tahiti (پلی‌نزی فرانسه)
- Tiare māori, Tialé māoli (جزایر کوک)
- Pua samoa, Pua fiti (ساموآ)
- Siale tonga (تونگا)
- Bua (فیجی)

## نگارخانه

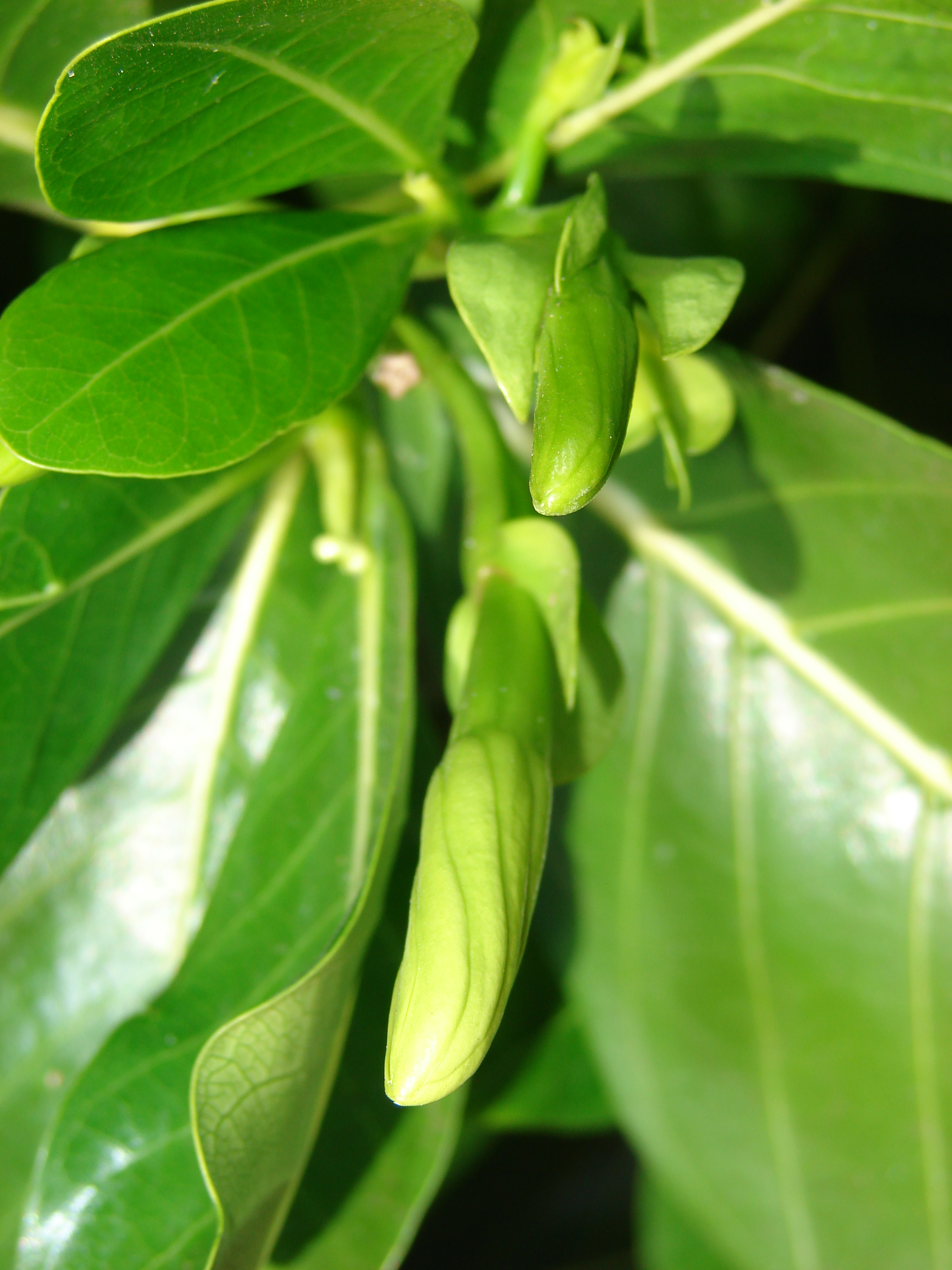
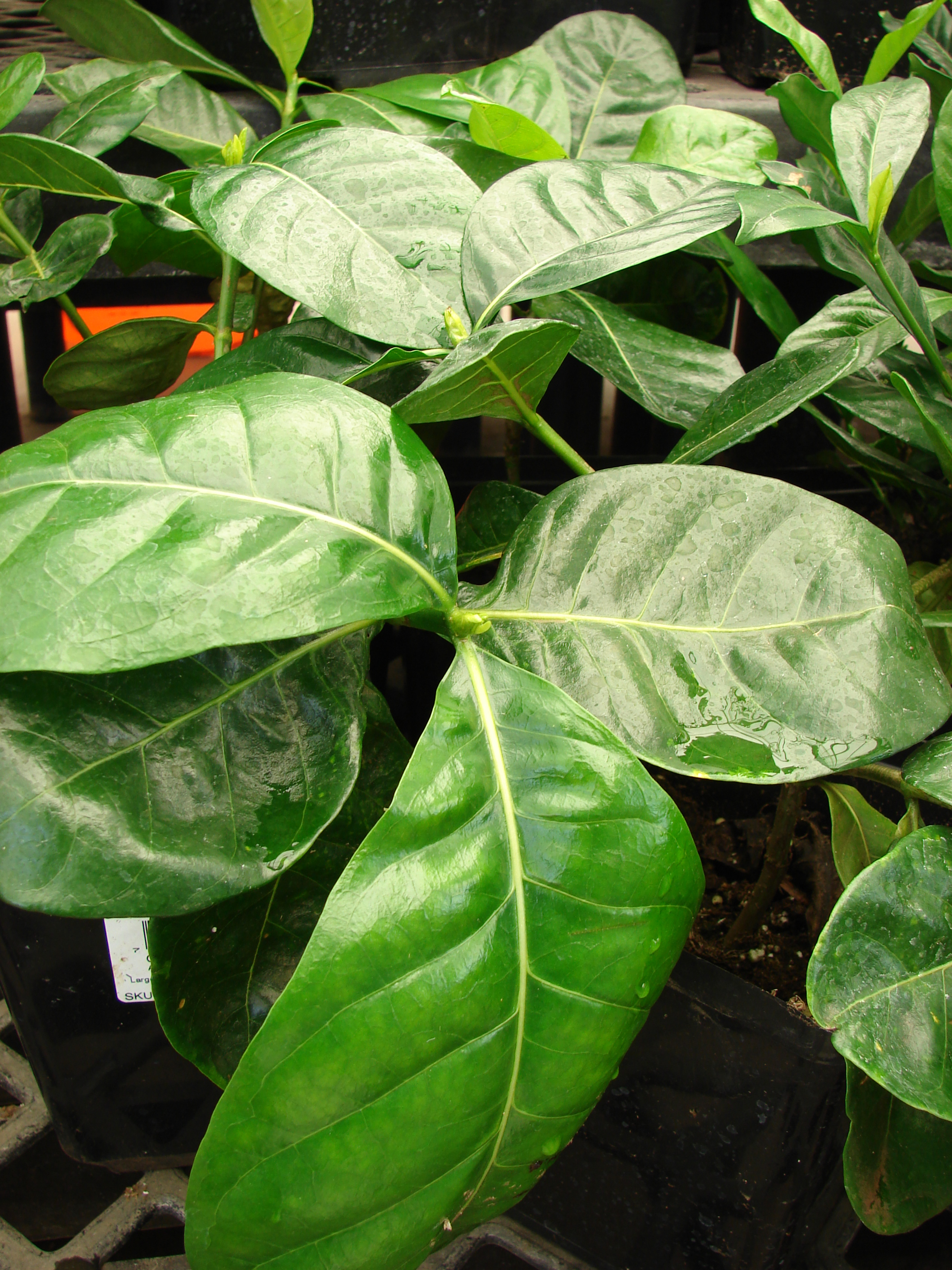
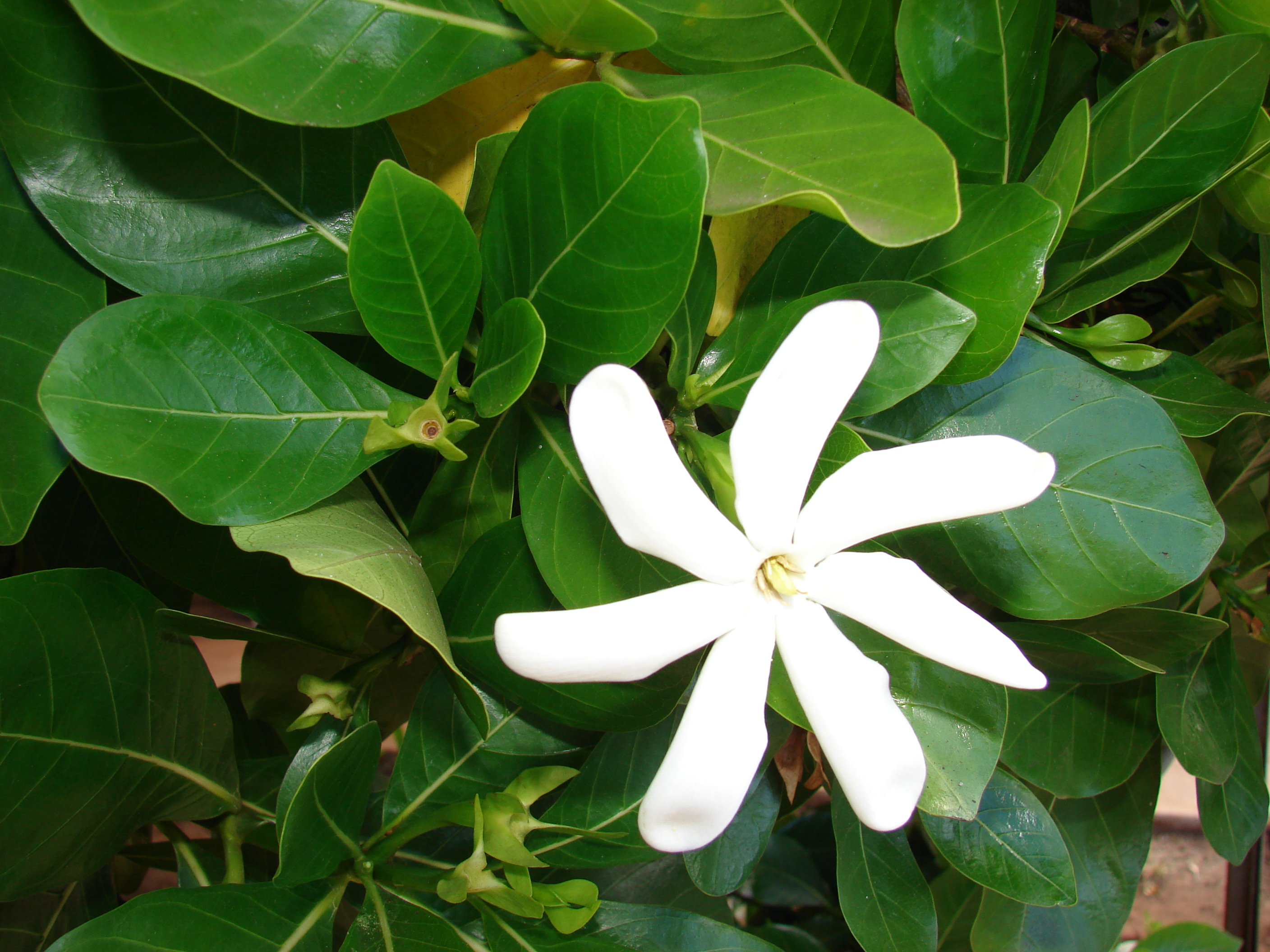
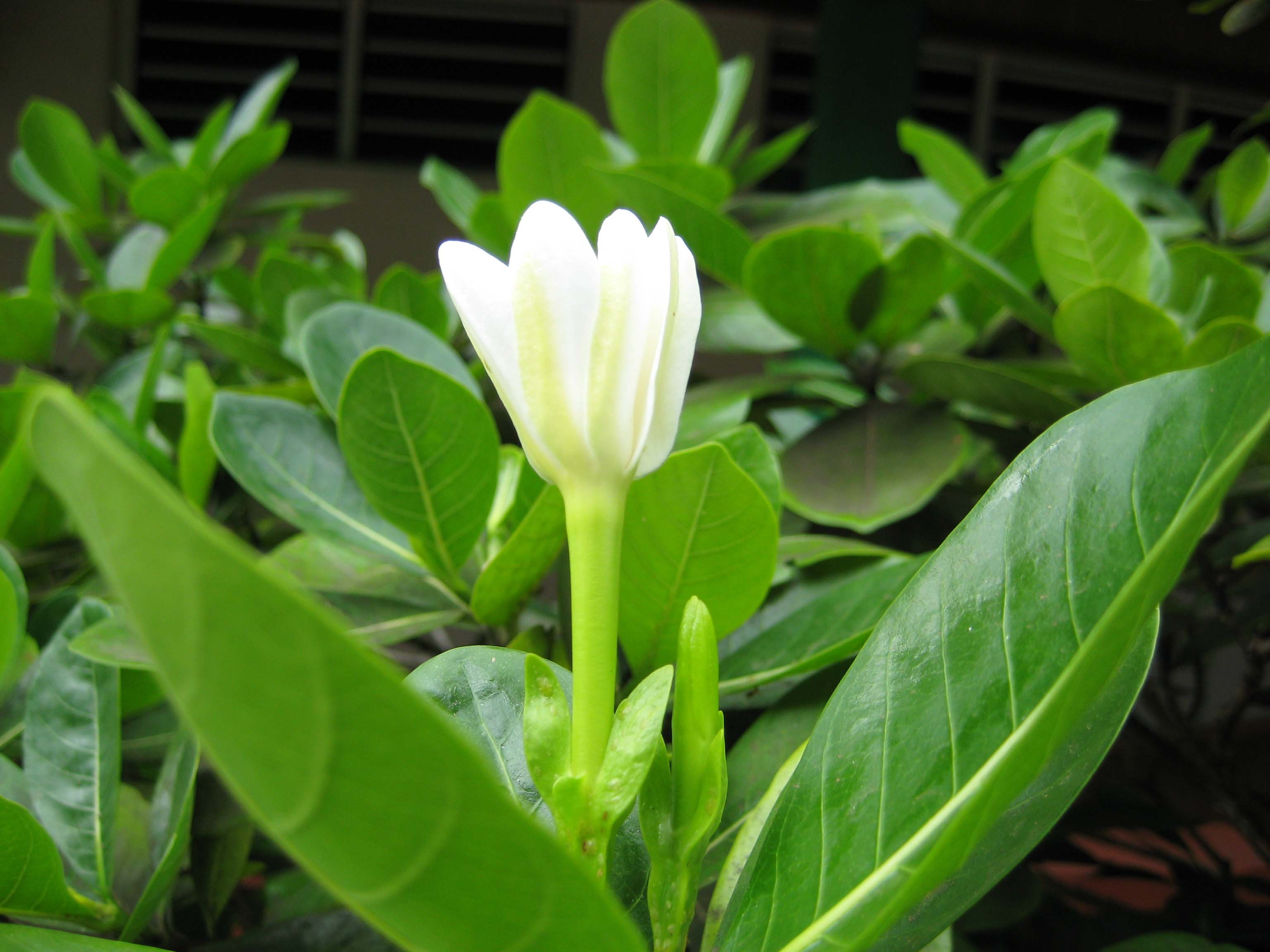
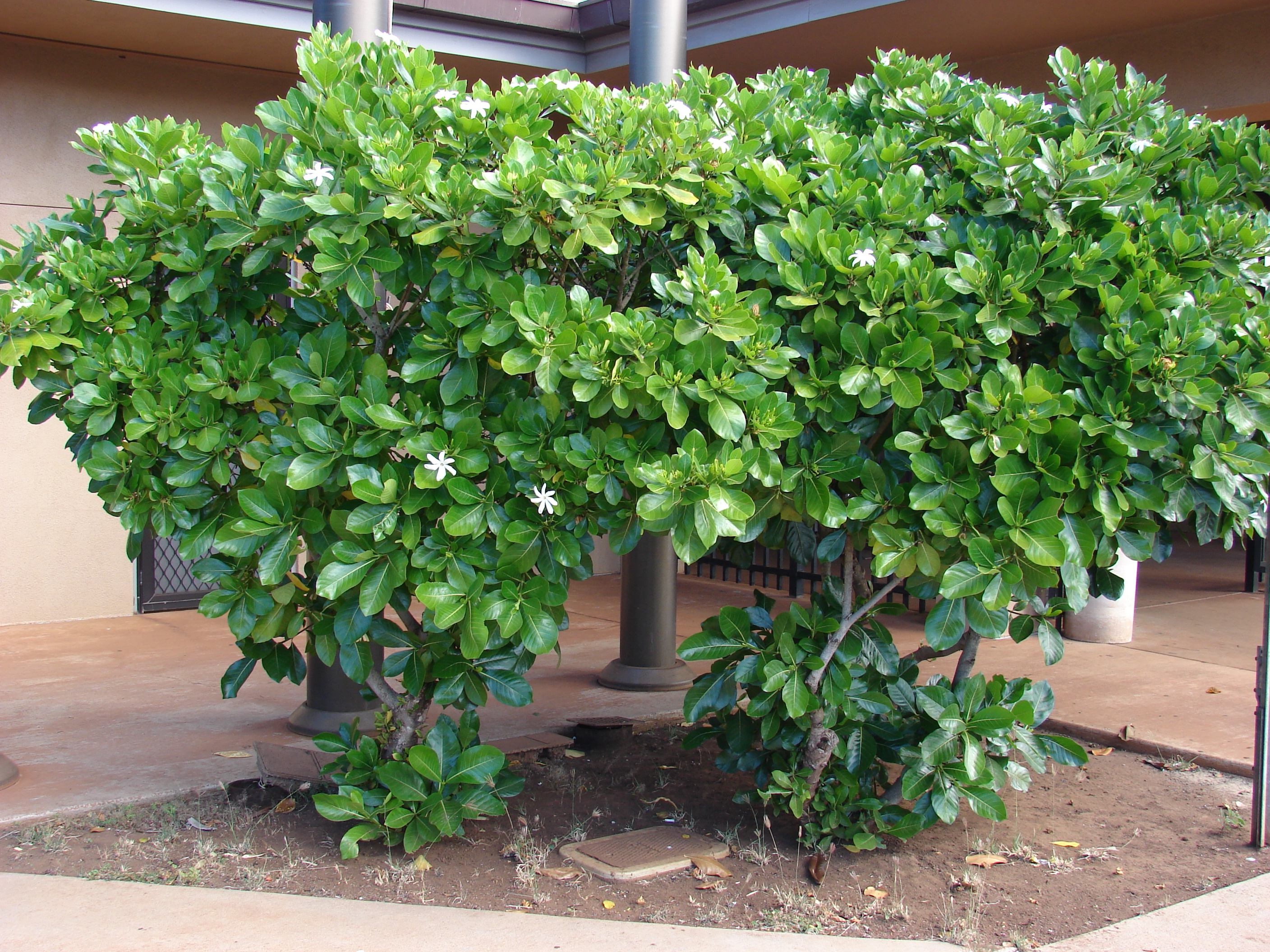